# Hoya incrassata
Hoya incrassata ist eine Pflanzenart der Gattung der Wachsblumen (Hoya) aus der Unterfamilie der Seidenpflanzengewächse (Asclepiadoideae). Sie ist auf der Insel Luzon (Philippinen) beheimatet.

## Merkmale
Hoya incrassata ist eine ausdauernde, epiphytische, windend-kletternde Pflanze. Die schlanken Triebe haben einen Durchmesser bis 5 mm. Sie weisen leicht erhabene, punktförmige Erhebungen und verdickte Nodien auf. Junge Triebe sind noch spärlich flaumig behaart, ältere Triebe sind kahl. Die Blätter sind gestielt, die Blattstiele sind 2 cm lang und haben einen Durchmesser von 5 bis 6 mm. Die ledrigen Blattspreiten sind eiförmig-länglich und 9 bis 14 cm lang und 5 bis 6 cm breit. Die Basis ist gerundet bis ganz leicht herzförmig, der Apex läuft spitz bis leicht zipfelig aus. Die Blätter sind dick und ledrig. Die Oberfläche ist glänzend und kahl. Die Mittelader ist oben deutlich eingesenkt, an der Unterseite bildet sie eine Längsrippe. Die gefiederte Blattaderung mit vier bis 5 Paaren ist auf Ober- und Unterseite deutlich zu sehen. Sie biegen vor dem Blattrand um und verbinden sich miteinander. Die Ränder der Blattspreiten sind leicht gewellt.
Der Blütenstand ist kugelförmig mit einem Durchmesser von knapp 4 cm. Er enthält bis zu 60 (20 bis 30), dicht stehende Blüten. Die bis 8 cm langen Blütenstandsstiele sind persistierend, die Rhachis zeigt die Narben der früheren Blütenansätze. Der Durchmesser des Blütenstandsstiel beträgt etwa 4 mm. Die Blütenstiele sind fadenförmig und 1,4 bis 1,7 cm lang. Die Kelchblätter sind 0,1 cm lang, und gerundet breit-dreieckig. Der Apex ist stumpf. Die Innenseite ist mit feinen Zilien besetzt, die Außenseite gekörnelt. Die Ränder der Kelchblätter sind membranartig und mit einigen wenigen Zilien besetzt. Die meisten Kronblattzipfel sind sehr stark zurück gebogen und verlaufen annähernd parallel zum Blütenstiel. Einige Kronblattzipfel sind jedoch auch ausgebreitet, da sie sich aufgrund der dicht stehenden Nachbarblüten nicht voll entfalten konnten. Die Zipfel der Nebenkrone sind dagegen fast waagrecht ausgebreitet. Der maximale Durchmesser der geöffneten Blüte wird daher meist durch die Nebenkrone gebildet. Sind die Kronblattzipfel ausgebreitet, hat die Blüte einen Durchmesser von 1,5 bis 1,6 cm. Die Kronblattzipfel sind creme-gelb mit bräunlichen, leicht eingerollten Spitzen. Sie sind außen punktiert-gekörnelt, innen wachsartig und kahl. Die Nebenkrone hat einen Durchmesser von 8 bis 9 mm und ist weiß, in der Mitte gelblich. Die Nebenkronenzipfel sind bootförmig, der äußere Fortsatz ist spitz zulaufend, die inneren Fortsätze sind ebenfalls spitz bis leicht zipfelig. Die Spitze steigt leicht an. Die äußeren Fortsätze sind ebenfalls leicht nach oben gebogen. Sie sind maximal 0,15 cm breit und 0,13 cm dick (in vertikaler Richtung).
Das Pollinarium insgesamt ist etwa 300 µm lang und ca. 150 µm breit. Die Pollinia sind ca. 200 µm lang und 50 µm  breit. Sie sind apikal schräg nach innen abgeschnitten. Außen ist ein Kiel entwickelt, der jedoch nicht bis zum Ansatz der Caudiculae reicht. Die Caudiculae setzt etwa in der Mitte des Corpusculum an. Dieses ist relativ lang (ca. 75 µm), mit einem flach-dreieckigen apikalen Ende, einem spitz-dreieckigen basalen Ende und einer Einschnürung oberhalb der Mitte.
Der Duft der Blüten wird als ausgeprägt, scharf und würzig beschrieben, oder auch als aufdringlichen Moschusgeruch, der vor allem in den Abendstunden deutlich spürbar ist. Wennström und Stenman charakterisieren den Duft als stark, aber angenehm. Die Blüten produzieren reichlich süßen Nektar. Sie bleiben (nur) zwei Tage geöffnet, dann fallen sie ab. Die Blütenstände werden ganzjährig gebildet. Meist sind mehrere Blütenstände gleichzeitig am Blühen. Früchte und Samen sind nicht bekannt.

## Geographische Verbreitung und Habitat
Die Art ist bisher nur von der Insel Luzon, Philippinen aus Flachlandwäldern bekannt.

## Taxonomie
Der Holotyp wurde von Otto Warburg bei Sampaloc, Tayabas Province (heute Quezon), südöstlich von Manila, Luzon, Philippinen gesammelt. Vom Typusexemplar wurden zwei Herbarbelege gemacht, die die Nummern #12997 und #12998 erhielten (Aufbewahrungsort?). Die Art wurde in dem Sammelwerk Fragmenta Florae Philippinae von Janet R. Perkins erstmals publiziert.
Hoya incrassata und Hoya crassicaulis wurden von Christine M. Burton für Synonyme gehalten. Robert Dale Kloppenburg publizierte eine detaillierte Arbeit über die beiden Arten. Sie werden auch von der Datenbank Plants of the World Online wieder für zwei verschiedene Taxa gehalten.